# جوليانا
جوليانا (بالإيطالية: Giuliana)‏ هي بلدية في مقاطعة باليرمو في صقلية الإيطالية.

## السكان
في سنة 1861 بلغ عدد السكان 3٬454 نسمة، وتطور العدد ليصل في سنة 2011 لـ 2٬032 نسمة.
يظهر هذا المخطط البياني تطور النمو السكاني لـ جوليانا